# Metropolitano de Atenas
O metropolitano de Atenas (em grego:  Μετρό Αθήνας) é o sistema de metropolitano que opera na cidade de Atenas, capital da Grécia. A característica que torna esta rede tão importante é a descoberta de inúmeras ruínas e artefactos da Antiguidade durante a escavação dos túneis. Esses achados foram dispostos pelas várias estações tornando-as em autênticos museus.

## História
A 27 de Fevereiro de 1869, foi inaugurada uma linha de comboio (trem) de Thissio até ao Pireu. Esta linha foi trnasformada no que hoje é parte da Linha 1 do metro em 1904, quando a linha foi electrificada, mas foi apenas em 2000 que se oficializou o estatuto de linha de metro; atualmente estende-se até Kifissia e tem 24 estações. A construção das Linha 2 e Linha 3 começou em novembro de 1991 com o intuito de diminuir o tráfego na cidade e atenuar os níveis de smog. Foram inauguradas em janeiro de 2000. No verão de 2004, a linha 3 foi expandida até ao Aeroporto Internacional Eleftherios Venizelos e em outubro de 2022 chegou ao Pireu, com o terminal na estação Dimotiko Theatro.

## Rede
| Linha   | Cor      | Trajecto                     | Inauguração | Número de estações |
| ------- | -------- | ---------------------------- | ----------- | ------------------ |
| Linha 1 | Verde    | Pireu ↔ Kifissia             | 1904        | 24                 |
| Linha 2 | Vermelho | Anthoupoli ↔ Elliniko        | 2000        | 20                 |
| Linha 3 | Azul     | Dimotiko Theatro ↔ Aeroporto | 2000        | 27                 |

Está em construção uma quarta linha para ligar Alsos Veikou a Goudi, com inauguração prevista para 2030.